# Michael Križanec
Michael Križanec (Zagreb, 7. siječnja 1972.) hrvatski je vojnik i trenutačni zapovjednik Hrvatskog zrakoplovstva i protuzračne obrane.

## Životopis
Na Fakultetu prometnih znanosti u Zagrebu diplomirao je 1997. na smjeru vojnih pilota te tako ušao u prvu generaciju koja je školovana u Republici Hrvatskoj. Potom odlazi u Sjedinjene Američke Države gdje na Sveučilištu Maxwell Air zavšava časničku i zapovjedno stožernu školu te magistrira, a 2005. u Njemačkoj završava napredni studij nacionalne sigurnosti za vođe.
U vojnoj karijeri se ističe kao zamjenik zapovjednika, a potom i zapovjednika Eskadrile višenamjenskih helikoptera, časnik za združenu doktrinu, izvršni časnik načelnika Glavnog stožera te zapovjednika 91. zrakoplovne baze HRZ i PZO. Prvi je zapovjednik hrvatskog zrakoplovnog kontigenta NATO-a na Kosovu.
Geberal Križanec odlikovan je više odličja i priznanja među kojima se ističu Red hrvatskog trolista i Red hrvatskog pletera te nekoliko NATO-vih medanja.
Od 26. studenoga 2019. zapovjednik je HRZ i PZO.

## Vanjske poveznice
- Životopis na stranicama Oružanih snaga RH